# Elaeocarpus sayeri
Elaeocarpus sayeri là một loài thực vật có hoa trong họ Côm. Loài này được F.Muell. mô tả khoa học đầu tiên năm 1888.